# Cobitis bilineata
Cobitis bilineata är en fiskart som beskrevs av Canestrini, 1865. Cobitis bilineata ingår i släktet Cobitis och familjen nissögefiskar. IUCN kategoriserar arten globalt som livskraftig. Inga underarter finns listade i Catalogue of Life.